# Silver - 25th Anniversary Tour
Il Silver - 25th Anniversary Tour è il dodicesimo tour dell'hard rock band dei Gotthard in supporto all'album omonimo che è iniziato il 9 febbraio a Ravensburg e si è concluso il 2 settembre 2017 ad Aarburg.
 
La tournée ha segnato anche le celebrazioni dei 25 anni del gruppo, per questo motivo negli scorsi mesi sui social network è stato chiesto ai fan che canzoni dei vari dischi precedenti debbano essere inserite nella setlist secondo loro. Le più citate sono state suonate dal vivo durante questo tour celebrativo.

## Storia
Le prime date vengono rivelate il 29 maggio 2016 e sono quelle degli show con i Krokus e gli Shakra a Berna e Zurigo come gruppo di supporto, che vengono rinominate Rock Monsters of Switzerland. In seguito a queste date si aggiunge la prima a Losanna qualche giorno più tardi.
Nelle settimane successive si viene a conoscenza dei concerti previsti in Germania e in Austria che avranno quali very special guest la band danese dei Pretty Maids. Il 25 ottobre 2016 insieme al nome del nuovo album vengono annunciate nuove date in Spagna e Italia sempre con i Pretty Maids come special guest.
Nei mesi successivi si aggiungono le date dei festival estivi in Europa. Nel frattempo viene aggiunta una seconda data a Losanna e arriva l'annuncio che la data di Zurigo è sold out.
La prima parte della tournée si è svolta nelle varie hall concertistiche del continente europeo durante la primavera, in seguito il gruppo ha preso parte a vari festival nel periodo estivo.
Il batterista della band, Hena Habegger, ha dovuto essere sostituito dal collega Dani Löble degli Helloween dal concerto del 13 febbraio fino al 12 marzo 2017 a causa di un problema alla schiena che non gli ha permesso di suonare. Torna alla batteria dopo essere guarito dall'infortunio.
Le date di Madrid e Barcellona, previste inizialmente il 25 e il 26 febbraio 2017 sono state rinviate a data da destinarsi a causa della perdita della voce del cantante Nic Maeder.
Tra fine febbraio e inizio marzo viene aggiunta la partecipazione a 3 festival estivi: il primo a Barcellona, il secondo a Loreley e il terzo a Rottenburg am Neckar.
Alcuni giorni dopo vengono annunciate due nuove date in Germania tramite la pagina del management del gruppo.
Ad inizio maggio viene annunciata la partecipazione al festival 70 Foire aux Vins d'Alsace a Colmar mentre a fine giugno si rende pubblica l'adesione al Riverside Open Air di Aarburg.
La prima parte del tour è stata la più seguita dal pubblico da quando Nic Maeder è divenuto il cantante della band, soprattutto in Germania e in Svizzera con varie esibizioni sold-out. I concerti di Berna e Zurigo sono stati visti da più di 13000 spettatori. La tournée in generale è stato seguita da circa 300000 persone che hanno reso il tutto un grande successo con partecipazioni in qualità di headliner in molti importanti festival europei come lo Sweden Rock o il Graspop Metal Meeting.

## Artisti di apertura
- Pretty Maids - (Germania, Austria, Italia e Spagna)[4]
- Krokus - (Svizzera)[4]
- Shakra - (Zurigo e Berna)[7]

## Concerti[8]
| 9 febbraio 2017  | Ravensburg            | Germania  | OberschwabenKlub           | Pretty Maids  |
| 10 febbraio 2017 | Ratisbona             | Germania  | Airport Obertraubling      | Pretty Maids  |
| 11 febbraio 2017 | Ulma                  | Germania  | Ratiopharm Arena           | Pretty Maids  |
| 13 febbraio 2017 | Francoforte sul Meno  | Germania  | Batschkapp                 | Pretty Maids  |
| 14 febbraio 2017 | Amburgo               | Germania  | Markthalle                 | Pretty Maids  |
| 15 febbraio 2017 | Hannover              | Germania  | Capitol                    | Pretty Maids  |
| 17 febbraio 2017 | Osnabrück             | Germania  | Hyde Park                  | Pretty Maids  |
| 18 febbraio 2017 | Oberhausen            | Germania  | Turbinehalle               | Pretty Maids  |
| 19 febbraio 2017 | Friburgo in Brisgovia | Germania  | Zäpfle Club                | Pretty Maids  |
| 22 febbraio 2017 | Milano                | Italia    | Alcatraz                   | Pretty Maids  |
| 24 febbraio 2017 | Bilbao                | Spagna    | Santana 27                 | Pretty Maids  |
| 2 marzo 2017     | Monaco di Baviera     | Germania  | Tonhalle                   | Pretty Maids  |
| 3 marzo 2017     | Berna                 | Svizzera  | Festhalle                  | Krokus Shakra |
| 4 marzo 2017     | Zurigo                | Svizzera  | Samsung Hall               | Krokus Shakra |
| 6 marzo 2017     | Vienna                | Austria   | Gasometer                  | Pretty Maids  |
| 7 marzo 2017     | Norimberga            | Germania  | Löwensaal                  | Pretty Maids  |
| 8 marzo 2017     | Saarbrücken           | Germania  | Garage                     | Pretty Maids  |
| 10 marzo 2017    | Balingen              | Germania  | Volksbankmesse             | Pretty Maids  |
| 11 marzo 2017    | Losanna               | Svizzera  | Sale Metropole             | Krokus        |
| 12 marzo 2017    | Losanna               | Svizzera  | Sale Metropole             | Krokus        |
| 8 aprile 2017    | Kleine Scheidegg      | Svizzera  | SnowpenAir                 | N.D.          |
| 19 maggio 2017   | Glenthof Imst         | Austria   | Eventhalle                 | N.D.          |
| 2 giugno 2017    | Plzeň                 | Rep. Ceca | Metalfest Open Air         | N.D.          |
| 9 giugno 2017    | Sölvesborg            | Svezia    | Sweden Rock Festival       | N.D.          |
| 10 giugno 2017   | Voblasc' di Mahilëŭ   | Bulgaria  | Midalidare Rock            | N.D.          |
| 15 giugno 2017   | Sankt Goarshausen     | Germania  | RockFels                   | N.D.          |
| 16 giugno 2017   | Berlino               | Germania  | Huxley´s                   | N.D.          |
| 18 giugno 2017   | Dessel                | Belgio    | Graspop Metal Meeting      | N.D.          |
| 24 giugno 2017   | Hinwil                | Svizzera  | Rock The Ring              | N.D.          |
| 1º luglio 2017   | Barcellona            | Spagna    | Rock Fest Barcelona        | N.D.          |
| 22 luglio 2017   | Locarno               | Svizzera  | Moon & Stars Festival      | Krokus        |
| 29 luglio 2017   | Thalmässing           | Germania  | Pyraser Classic Rock Night | N.D.          |
| 30 luglio 2017   | Rottenburg am Neckar  | Germania  | Rock of Ages               | N.D.          |
| 6 agosto 2017    | Colmar                | Francia   | Foire aux Vins d'Alsace    | N.D.          |
| 11 agosto 2017   | Avenches              | Svizzera  | Rock Oz Arenes             | N.D.          |
| 25 agosto 2017   | Haddeby               | Germania  | Baltic Open Air            | N.D.          |
| 2 settembre 2017 | Aarburg               | Svizzera  | Riverside Open Air Arena   | N.D.          |

### Concerti annullati
| Data             | Città      | Paese  | Luogo o evento | Motivo                                                                   |
| ---------------- | ---------- | ------ | -------------- | ------------------------------------------------------------------------ |
| 25 febbraio 2017 | Madrid     | Spagna | La Riviera     | Cancellati a causa dell'influenza che ha colpito il cantante Nic Maeder. |
| 26 febbraio 2017 | Barcellona | Spagna | Razzmatazz 2   | Cancellati a causa dell'influenza che ha colpito il cantante Nic Maeder. |

## Scaletta concerti
1. Silver River
2. Electrified
3. Hush
4. Stay with Me
5. Mountain Mama
6. Remember It's Me
7. Feel What I Feel
8. Sister Moon
9. What You Get
10. Keyboard Solo
11. One Life, One Soul
12. Let It Be
13. Angel
14. Heaven
15. Miss Me
16. Firedance
17. Everything Inside
18. Top of the World
19. Drum solo
20. Lift U Up
21. Standing in the Light

Encore 1:
1. Come Together
2. All We Are
3. Anytime Anywhere

Encore 2:
1. The Mighty Quinn